# Галерея современного искусства (Новара)
Галерея современного искусства в Новаре (итал. Galleria d'arte moderna di Novara, также итал. Galleria Giannoni) — художественный музей в итальянском городе Новара (область Пьемонт); постоянная коллекции содержит 800 итальянских живописных работ XIX и XX веков, выставленных в 13 залах во дворце «Broletto di Novara»; в 1930-х годах собрание было подарено муниципалитету Альфредо Джанноне.

## История и описание
Галерея современного искусства Новары, также известная как «Galleria Giannoni», является одним из наиболее значительных коллекций произведений XIX века в области Пьемонт. Она расположена во дворце Палаццо Бролетто (Palazzo Broletto) и является частью центрального управления по культуре муниципалитета Новара; кроме того, она является частью художественных коллекций муниципалитета Новара (Civiche raccolte d’arte del Comune di Novara). Сама галерея выделяет в своём собрании работы итальянского художника Франческо Филиппини.
Музейный фонд содержит более 800 итальянских живописных работ, созданных в XIX и XX веках; они выставлены в 13 музейных залах. Основой собрания стала частная коллекция, подаренная муниципалитету Новара в 1930-х годах Альфредо Джанноне (Alfredo Giannone). Коллекция была закрыта для публики с 1986 года — повторное открытие состоялось в марте 2011 года, по случаю 150-летия объединения Италии.
До недавних реставрационных работ во дворце Палаццо Бролетто также размещались и другие городские собрания: включая археологическое и историко-художественное. Во дворце были выставлены артефакты, относившиеся к историческому периоду от неолита до эпохи лангобардов, обнаруженные в районе Новары; здесь же были представлены и художественные работы, созданные в период с XIII по XX веками. В XXI веке данные коллекции были перемещены в замок Новара (Castello di Novara / Castello Visconteo — Sforzesco).

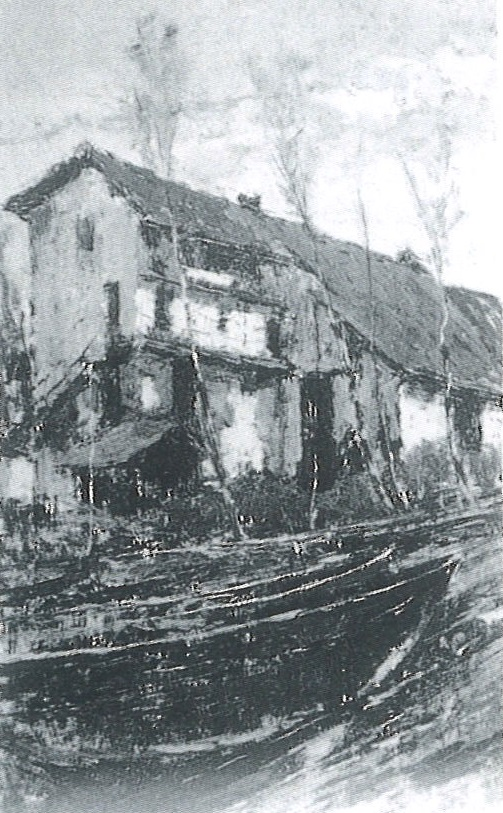
"Осенний вечер", Франческо Филиппини (1892)
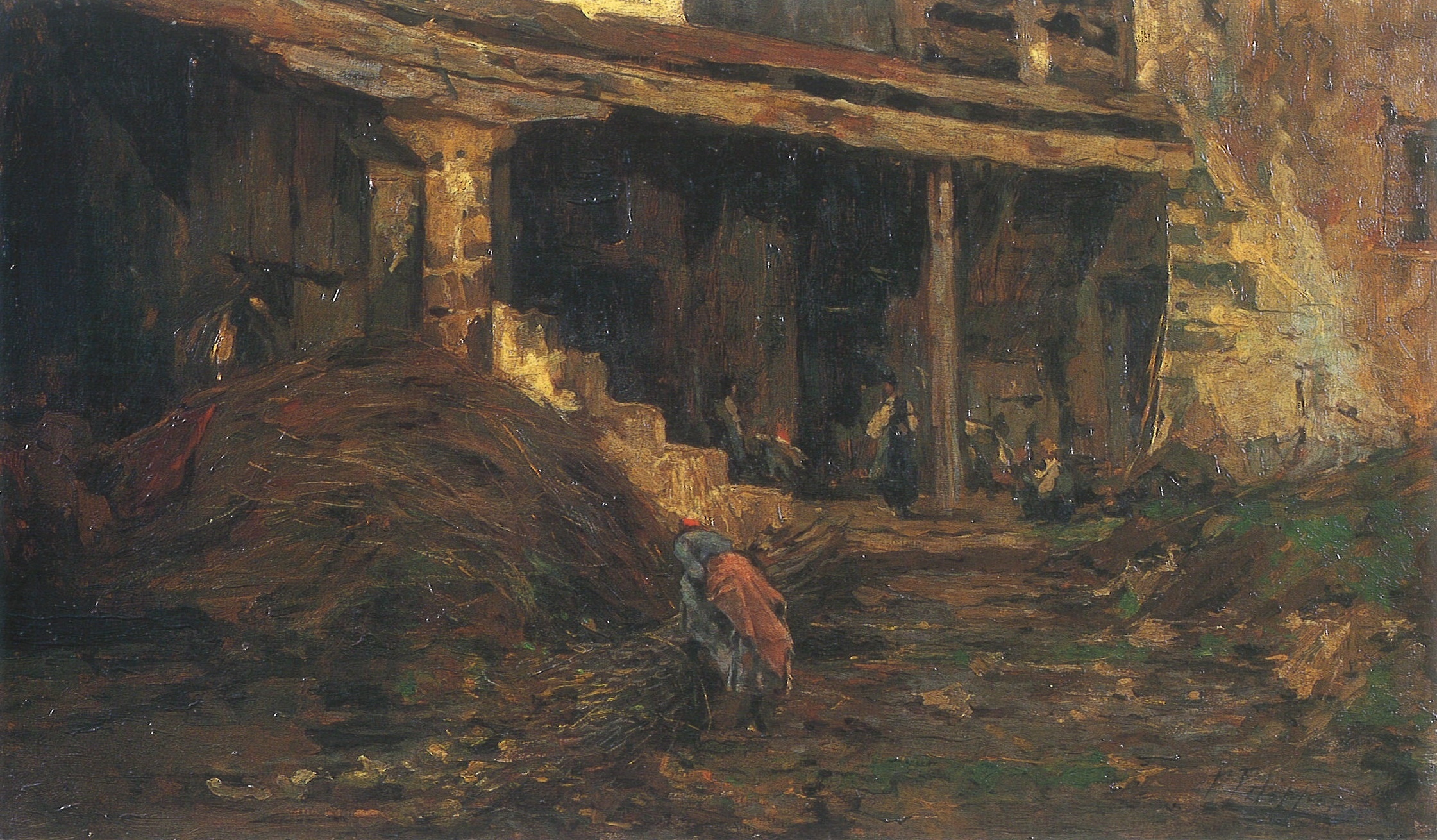
"Деревенский двор", Франческо Филиппини (1893)